# الغدير الدولية لتطوير الصناعات والمناجم
شركة الغدير الدولية لتطوير الصناعات والمناجم (بالفارسية: شرکت بین‌المللی توسعه صنایع و معادن غدیر) تأسست لتطوير التعدين والصناعات العالمية كإحدى الشركات الأم لشركة الغدير للاستثمار في مجال الصناعة والتعدين المتخصص في عام 2010 برقم تسجيل 408192. وتنشط هذه الشركة في مجال الاستثمار في الصناعات والمناجم. وتلعب هذه الشركة، التي تعمل أيضًا كشركة قابضة وتدير شركات تابعة مختلفة، دور المستثمر وإدارة المشاريع الكلية، وتمارس شؤونها التنفيذية من خلال شركات المجموعة أو خارجها.

## تاريخ
تأسست هذه الشركة عام 2011 كشركة أم متخصصة في الاستثمار في مجالات الصناعة والتعدين. ويبلغ رأس مال هذه الشركة 13.000 مليار ريال ايراني، وهي مملوكة بالكامل لمجموعة الغدير الاستثمارية. تنشط هذه الشركة في مجالات التنقيب واستخراج ومعالجة المعادن المعدنية واللافلزية والصناعات غير المعدنية والاستثمار في سلسلة الصناعات المعدنية، وتنشط معظم الشركات التابعة لهذه الشركة في إنتاج المحركات الكهربائية والحديد الإسفنجي وأغلبها لديها خطط تطويرية.

## المساهمين
تشمل قائمة المساهمين الرئيسيين في هذه الشركة كالتالي: شركة الغدير للاستثمار - حصة عامة: 94.98% وشركة زرين برشيا للاستثمار - حصة خاصة: 5.0%.

## التواجد في سوق الأوراق المالية
مليار و295 مليون سهم يعادل 7% من أسهم شركة الغدير الدولية للصناعات وتطوير المناجم التي تحمل رمز الغدير، باعتبارها الشركة رقم 597 في قائمة الشركات المنضمة إلى بورصة طهران في "الصناعة متعددة التخصصات" قسم الشركات تم طرح مجموعة وفئة "الشركات الصناعية متعددة التخصصات" مبدئياً في قائمة أسعار السوق الثانية وبالرمز "وكغدير" باستخدام طريقة السعر الثابت. وإجمالاً، تم اكتشاف وتداول ما يعادل 7% من أسهم شركة "الغدير الدولية للتنمية للصناعات والمناجم" التي تحمل رمز "وكغدير"، بسعر 15500 ريال للسهم الواحد، في بورصة طهران. وشارك في الطرح الأولي لـ "وكغدير" أكثر من مليون و533 ألفاً و497 رمز تداول، وتم تخصيص 940 سهماً كحد أقصى لكل رمز تداول. وتبلغ استثمارات "وكغدير" في مجال التعدين حوالي 35 ألف متر وهي مسجلة في دائرة التعدين.